# Стефан Георгиев (скиор)
Вижте пояснителната страница за други личности с името Стефан Георгиев.
Стефан Асенов Георгиев е български състезател по ски алпийски дисциплини. Участва в три зимни олимпийски игри от 1998 до 2006 г.

## Олимпийски участия

### Нагано (1998)
На зимните олимпийски игри в Нагано Георгиев се класира на 22-ро място в слалома и на 32-ро място в гигантския слалом.

### Солт Лейк Сити (2002)
На зимните олимпийски игри в Солт Лейк Сити Георгиев се класира на 16-о място в комбинацията и на 38-о място в гигантския слалом.

### Торино (2006)
На зимните олимпийски игри в Торино Георгиев се класира на 25-о място в слалома.

### Ванкувър (2010)
На зимните олимпийски игри във Ванкувър Георгиев не завършва спускането.

## Участия в световни първенства
Стефан Георгиев участва на седем световни първенства по ски алпийски дисциплини от 1997 г. до 2009 г., като най-доброто му постижение е 16-ото място в слалома на световното първенство във Вал д'Изер през 2009 г.